# Lergods

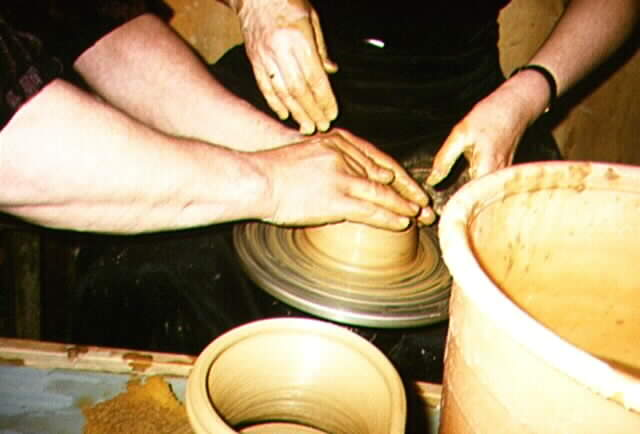
Leran formas på drejskiva.

Lergods är en keramisk term. Den betecknar både materialet och föremål tillverkade av lergodslera, den vanligaste förekommande typen av lera. 
Lergods skröjbränns vid en något lägre temperatur (mellan 1 000°C och 1 150°C) än stengods och sintrar ej vid skröjbränningen. På svenska används lergods främst om oglaserad eller blyglaserad keramik, den engelska motsvarigheten earthenware kan även användas som beteckning för flintgods och ibland även fajans.
Lergods är inte lika starkt och slittåligt som stengods, men är billigare och lättare att arbeta med. På grund av att det är porösare och suger åt sig vatten då det är oglaserat lämpar det sig bra till krukor för växter, men har även en tendens att flisa sig. Lergods måste glaseras för att vara vattentätt.